# Azione Contro la Fame
Azione Contro la Fame (in francese: Action contre la Faim, in inglese: Action Against Hunger) è la sede italiana del più ampio network internazionale che prende il nome di "ACF international".
L'organizzazione, attiva in Italia dal 2014, è oggi leader nella lotta alla fame e alla malnutrizione nel mondo: aiuta i bambini malnutriti, fornisce alle comunità l’accesso all’acqua potabile e garantisce soluzioni sostenibili e di lungo periodo alla piaga della fame.
Nel 2024, il network ha operato in 56 diversi Paesi del mondo e ha aiutato oltre 21 milioni di persone.

## Missione e Obiettivi
L'organizzazione si concentra su tre aree principali: nutrizione terapeutica, accesso all'acqua potabile e igiene. L'obiettivo è ridurre la mortalità infantile legata alla malnutrizione, promuovere la sicurezza alimentare e rafforzare la resilienza delle comunità vulnerabili.

## Programmi e Iniziative
Azione Contro la Fame realizza progetti integrati per combattere la fame e la malnutrizione in Italia e nel mondo, combinando interventi di emergenza con soluzioni a lungo termine.

### Corsa Contro la Fame
Evento di sensibilizzazione e raccolta fondi che coinvolge scuole primarie e secondarie in Italia. I partecipanti corrono per raccogliere fondi destinati a programmi di nutrizione e sicurezza alimentare in contesti di emergenza.

### Ristoranti Contro la Fame
Iniziativa che unisce ristoranti, catene e grandi chef in Italia con l'obiettivo di sensibilizzare il pubblico e di raccogliere fondi al fine di sostenere i programmi di nutrizione, accesso all'acqua e salute promossi da Azione Contro la Fame in Italia e nel mondo.

### "Mai Più Fame: dall’emergenza all’autonomia"
Progetto attivo a Milano (nei quartieri periferici di Gallaratese e Santa Croce) e Napoli (Quartieri Spagnoli e Forcella), che supporta le famiglie vulnerabili con assistenza alimentare e attraverso percorsi di educazione nutrizionale e formazione per l’inclusione lavorativa, con l’obiettivo di garantire autonomia economica a lungo termine.
Il progetto "Mai Più Fame: dall'emergenza all'autonomia" nel 2024 ha ottenuto il premio "Impatti Sociali 2024" per l'efficacia nel contrastare l'insicurezza alimentare in Italia.

## Impatto e Risultati
Azione Contro la Fame ha raggiunto milioni di persone in tutto il mondo, fornendo nutrizione salvavita, acqua potabile e servizi igienici a coloro che ne hanno bisogno. Nel 2023, l'organizzazione ha supportato più di 21 milioni di persone in oltre 50 paesi. I suoi interventi hanno avuto un impatto diretto nella riduzione della mortalità infantile e nel miglioramento della sicurezza alimentare.

## Collaborazioni e Partner
L'organizzazione collabora con governi, istituzioni internazionali, altre ONG e aziende private. Le sue principali partnership includono il sostegno da parte dell'Unione Europea, delle Nazioni Unite e di enti locali nei paesi in cui opera.
In Italia, Azione Contro la Fame collabora con aziende, scuole e ristoranti per attirare l'attenzione del grande pubblico sul tema della fame globale, attraverso campagne di sensibilizzazione, comunicazione e raccolta fondi. Ogni anno, l’organizzazione, tramite una rete capillare di collaboratori, volontari e partner diffusa su tutto il territorio nazionale, promuove diverse attività utili per sostenere i numerosi programmi promossi dal network.
Tra gli altri, Ristoranti Contro la Fame, Challenge Contro la Fame, Corsa Contro la Fame e le attività di educazione alla cittadinanza all’interno degli istituti scolastici.

## Storia
L'organizzazione è stata istituita, nel 1979, da un gruppo di medici, scienziati e scrittori francesi. Il fisico vincitore del Premio Nobel Alfred Kastler è stato il primo presidente dell'organizzazione. Tra i fondatori, oltre a Kastler, vanno ricordarti anche Guy Sorman, Bernard-Henri Lévy, Jacques Attali, Françoise Giroud, Marek Halter e Jean-Christophe Victor.
L'organizzazione, a partire dalla sua fondazione, ha fornito assistenza ai rifugiati afgani in Pakistan, alle comunità ugandesi colpite dalla carestia e ai rifugiati cambogiani in Thailandia. Si è, poi, ulteriormente espansa per affrontare le emergenze umanitarie in Africa, Medio Oriente, Sud-est asiatico e Balcani negli anni 1980 e 1990. Il suo comitato scientifico ha aperto la strada all’uso del latte e del cibo terapeutico, oggi utilizzati da tutte le principali organizzazioni di aiuto umanitario per curare la malnutrizione acuta.

## La rete internazionale e la sede italiana
La rete internazionale ha attualmente sedi in sette Paesi: Italia, Francia, Spagna, Stati Uniti, Canada, Regno Unito, Germania, India. Le sue principali aree di lavoro includono nutrizione, sicurezza alimentare, acqua e servizi igienico-sanitari, risposta alle emergenze.
L'ufficio italiano dell'organizzazione ha sede a Milano.
Il consiglio di amministrazione è attualmente costituito da Maurizia Iachino Leto di Priolo (presidente), Giuseppe Cogliolo, Patrizia De Marchi, Giorgina Gallo, Denis Metzger, Danilo De Vigili, Robert Sebbag, Fiorenzo Tagliabue, Igor Boccardo.
Il direttore generale di Azione Contro la Fame è Simone Garroni.